# La Garde (Var)
La Garde é uma comuna francesa na região administrativa de Provence-Alpes-Côte d'Azur, no departamento de Var.